# Eva Afuhs

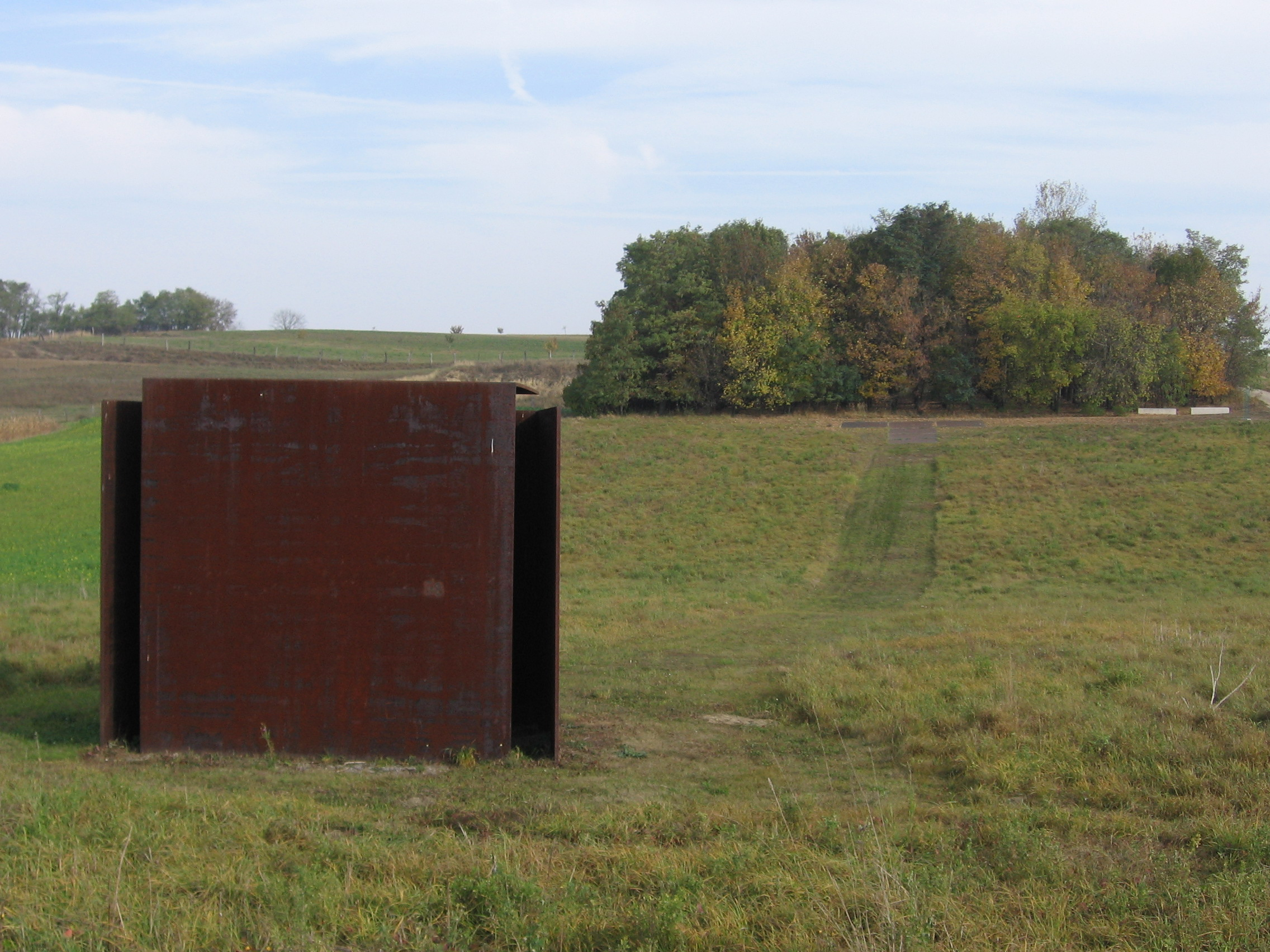
Windwürfelhaus

Eva Afuhs (* 23. Mai 1954 in Wien; † 8. April 2011 in Zürich) war eine österreichische bildende Künstlerin.

## Leben
Eva Afuhs studierte Metallgestaltung an der Hochschule für angewandte Kunst in Wien. Von 1987 bis 1990 nahm sie dort in der Meisterklasse der Bildhauerei einen Lehrauftrag wahr.
Seit 1990 arbeitete sie als freischaffende Künstlerin in den Bereichen Installation, Rauminstallation, Skulptur, Videokunst, Schwarz-Weiß-Fotografie und Konzeptkunst. Sie wurde 1992 in den Verein Bildender Künstler der Wiener Secession aufgenommen. Eva Afuhs lebte und arbeitete in Zürich, wo sie auch als Kuratorin des Museums Bellerive tätig war. Am 8. April 2011 kam sie bei einem Verkehrsunfall mit einer Straßenbahn in Zürich ums Leben.

## Werke
- 1998: Windwürfelhaus, Kulturlandschaft Paasdorf